# Richard Brancatisano

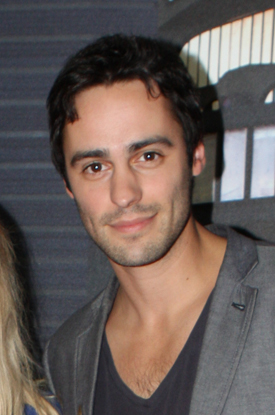
Richard Brancatisano bei der australischen Premiere von Star Trek Into Darkness (2013)

Richard Peter Brancatisano (* 29. Oktober 1983 in New South Wales, Australien) ist ein australischer Fernsehdarsteller und Musiker.

## Leben
Brancatisano ist der Sohn eines Italieners und einer Australierin. Schon in jungen Jahren interessierte er sich für Theater, als er in Parramatta aufwuchs. Dort trat er bei Schulaufführungen auf.
Er studierte drei Jahre lang Theaterwissenschaft und trat national und international als Schauspieler und Musiker auf.
In australischen Theater- und Musikkreisen wird er auch kurz Richie Branco genannt. Auf einer Tour trat er mit dem Künstler Gin Wigmore in Neuseeland auf.
In der TV-Serie für Kinder The Elephant Princess (2. Staffel) trat er als Caleb auf.
In der Serie Home and Away ist er als Prince Vittorio Seca zu sehen.

## Filmografie
| Jahr      | Film                              | Charakter                       | Notizen                                   |
| --------- | --------------------------------- | ------------------------------- | ----------------------------------------- |
| 1995      | White Collar Blue                 | Darcy Worth                     | 1 Episode. (Episode 2.2)                  |
| 2004      | Double the Fist                   | Gate Terrorist                  | 1 Episode. (Episode 1.7 „Terrorism“)      |
| 2006      | Power Rangers Mystic Force        | Xander Bly, Green Mystic Range  | 32 Episoden; Hauptrolle                   |
| 2006      | This Girl in the Desert           | Horned Man                      | Kurzfilm (30 Min.)                        |
| 2007      | The Sixth Commandment             | ?                               | Kurzfilm (17 Min.)                        |
| 2007      | Power Rangers Operation Overdrive | Xander Bly, Green Mystic Ranger | 2 Episoden: „Once a Ranger“: Teil 1 und 2 |
| 2009      | Whiteline                         | Thommo                          | Kurzfilm (11 Min.)                        |
| 2009      | The Elephant Princess             | Caleb                           | 27 Episoden                               |
| 2009      | Cupid                             | Cupid                           | Kurzfilm (14 Min.)                        |
| 2010      | Home and Away                     | Prince Vittorio Seca            | 22 Episoden                               |
| 2011      | Underbelly: Razor                 | Guido Calletti                  | 13 Episoden                               |
| 2011      | Things To Do                      | Pete                            | Kurzfilm (7 Min.)                         |
| 2012      | Bait                              | Rory                            | Feature film                              |
| 2012      | Dripping In Chocolate             | Saxon Blake                     | TV Movie                                  |
| 2013      | Dance Academy                     | Rhys O’Leary                    | 4 Episoden                                |
| 2013      | Reef Doctors                      | Dr. Rick D’Alessandro           | 13 Episoden                               |
| 2014–2015 | Chasing Life                      | Dominic Russo                   | TV-Series; Hauptrolle                     |
| 2015      | Alex & Eve                        | Alex                            | Feature Film; Hauptdarsteller             |

- 2022: Carmen

## Theateraufführungen
- 2005: Vin (als Vin)
- 2005: Boyband: The Musical (als Corey)
- 2004: The Wind in the Willows (als Ratty)
- 2002: Hearts and Diamonds (als King of Diamonds)